# Platygramme muelleri
Platygramme muelleri är en lavart som först beskrevs av A. W. Archer, och fick sitt nu gällande namn av Staiger. Platygramme muelleri ingår i släktet Platygramme och familjen Graphidaceae.   Inga underarter finns listade i Catalogue of Life.